# آکسفورد (ماساچوست)
آکسفورد، ماساچوست
آکسفورد (به انگلیسی: Oxford) شهرکی در شهرستان ورچستر ایالت ماساچوست می‌باشد که در سال ۱۷۱۳ بنیان‌گذاری شده‌است. این شهرک در سرشماری سال ۲۰۱۰ میلادی، ۱۳٬۷۰۹ نفر جمعیت داشته‌است.